# یوآربی۵۹۷
یوآربی۵۹۷ (به انگلیسی: URB597) با فرمول شیمیایی C۲۰H۲۲N۲O۳ یک ترکیب شیمیایی با شناسه پاب‌کم ۱۳۸۳۸۸۴ است. که جرم مولی آن ۳۳۸٫۴ g/mol می‌باشد. 